# Кардозу, Гонсалу
Гонса́лу Бе́нту Суа́реш Кардо́зу (порт. Gonçalo Bento Soares Cardoso; родился 21 октября 2000, Марку-ди-Канавезиш) — португальский футболист, центральный защитник болгарского клуба «Локомотив» (София).

## Клубная карьера
Тренировался в футбольной академии клуба «Пенафиел». В 2017 году стал игроком клуба «Боавишта». В основном составе «пантер» дебютировал 7 октября 2018 года в матче чемпионата Португалии против клуба «Авеш», проведя на поле всю игру, которая завершилась победой «Боавишты» со счётом 1:0.
В начале 2019 года интерес к португальскому защитнику проявляли итальянские клубы «Интернационале» и «Лацио» и английский «Уотфорд». В январе 2019 года велись переговоры о переходе Гонсалу в бельгийский «Брюгге» за 2,5 млн евро, но они сорвались, и португалец остался в «Боавиште».

## Карьера в сборной
В ноябре 2018 года дебютировал в составе сборной Португалии до 19 лет, сыграв в матчах против Армении и Нидерландов.